# Vespa dybowskii
Espèce
Vespa dybowskii est une espèce de frelons de la famille des Vespidae.

## Description
La tête est rouge brun, le thorax aussi mais la partie supérieure possède un hexagone noir. L'abdomen est entièrement noir. Un ouvrier mesure entre 17 et 24 mm, une reine 30 mm.

## Répartition
Ce frelon est présent dans l'est de l'Asie : Birmanie, Thaïlande, Chine (Tibet et Zhejiang), Russie (Bouriatie, oblast d'Amour et kraï du Primorie), Corée et Japon,.

## Comportement
Ce frelon peut bâtir son propre nid (principalement dans des cavités) mais aussi usurper les nids de Vespa crabro et Vespa simillima. Ses œufs sont alors intégrés à la colonie (commensalisme). L'analyse des hydrocarbones présents sur Vespa dybowskii et ses œufs montre l'utilisation d'un camouflage chimique,.